# Бистра (коммуна)
Бистра (рум. Bistra) — коммуна в составе жудеца Алба (Румыния).

## Состав
В состав коммуны входят следующие населённые пункты:
- Аронешти (Aronești)
- Бэлешти (Bălești)
- Бэлешти-Кэтун (Bălești-Cătun)
- Бырлешти (Bârlești)
- Бистра (Bistra)
- Келетени (Cheleteni)
- Чудешти (Ciuldești)
- Крецешти (Crețești)
- Дымбурени (Dâmbureni)
- Дялу-Мунтелуй (Dealu Muntelui)
- Дурэшти (Durăști)
- Гэнешти (Gănești)
- Гырде (Gârde)
- Ходишешти (Hodișești)
- Худричешти (Hudricești)
- Липая (Lipaia)
- Лунка-Ларгэ (Lunca Largă)
- Лунка-Мерилор (Lunca Merilor)
- Михэлешти (Mihăiești)
- Нэмаш (Nămaș)
- Новэчешти (Novăcești)
- Пержешти (Perjești)
- Пояна (Poiana)
- Пою (Poiu)
- Рэтитиш (Rătitiș)
- Рункури (Runcuri)
- Сэлэджешти (Sălăgești)
- Стефанка (Ștefanca)
- Толэчешти (Tolăcești)
- Томнатек (Tomnatec)
- Тришорешти (Trișorești)
- Тэрэнешти (Țărănești)
- Вырши-Мари (Vârșii Mari)
- Вырши-Мичи (Vârșii Mici)
- Вырши-Ронту (Vârși-Rontu)

## Население
Согласно переписи населения 2011 года, в коммуне проживало 4540 человек, 95,96 % которых были румынами.

## История
Эти земли были обитаемы ещё с доисторических времён, о чём свидетельствуют археологические находки. Сама Бистра упоминается ещё в документе 1437 года как «княжеская деревня».

## Знаменитые уроженцы
- Петру Павел Арон[рум.] (1709—1764) — епископ грекокатолической церкви, который сделал первый перевод официальной латинской Библии католической церкви на румынский язык.